# Lakhdar Adjali
Lakhdar Adjali (ur. 18 lipca 1972 w Algierze) – piłkarz algierski grający na pozycji pomocnika.

## Kariera klubowa
Swoją karierę piłkarską Adjali rozpoczął w klubie NA Hussein Dey. W 1991 roku zadebiutował w jego barwach w pierwszej lidze algierskiej. W 1994 roku odszedł do francuskiego drugoligowca, Amiens SC. Występował w nim do końca sezonu 1996/1997. W sezonie 1997/1998 grał w FC Martigues, a w sezonie 1998/1999 w szwajcarskim FC Sion. W sezonie 1999/2000 występował w ES Wasquehal. Następnie był też piłkarzem Brentfordu, ponownie Amiens SC, katarskiego Ar-Rajjan i rodzimego RC Kouba, w którym w 2004 roku zakończył karierę.

## Kariera reprezentacyjna
W reprezentacji Algierii Adjali zadebiutował w 1993 roku. W 1998 roku został powołany do kadry na Puchar Narodów Afryki 1998. Na nim był rezerwowym i nie rozegrał żadnego spotkania. Od 1995 do 1998 roku wystąpił w 6 meczach kadry narodowej i zdobył 2 gole.